# Суперкубок Данії з футболу 2002
Суперкубок Данії з футболу 2002 — 8-й розіграш турніру. Матч відбувся 23 липня 2002 року між чемпіоном Данії «Брондбю» та володарем кубка Данії «Оденсе».
| Володар Суперкубка Данії 2002 |
| ----------------------------- |
|                               |
| «Брондбю» Четвертий титул     |

## Матч

### Деталі
| 23 липня 2002 |

| Брондбю      | 1:0 | Оденсе |
| ------------ | --- | ------ |
| Віггорст 62' |     |        |

| Брондбю, Бреннбю Глядачів: 6 014 |